# Списки президентів
Це   списки   президентів  держав  і  країн  світу    згідно   розміщення   цих  держав   на  різних  континентах   Землі.

## Австралія і Океанія
- Список президентів Вануату
- Список президентів Кірибаті
- Список президентів Маршаллових Островів
- Список президентів Мікронезії
- Список президентів Науру
- Список президентів Палау
- Список президентів Фіджі

## Азія
- Список президентів Азербайджану
- Список президентів Афганістану
- Список президентів Бангладеш
- Список президентів В'єтнаму
- Список президентів Вірменії
- Список президентів Грузії
- Список президентів Ємену
- Список президентів Ізраїлю
- Список президентів Індії
- Список президентів Індонезії
- Список президентів Іраку
- Список президентів Ірану
- Список президентів Казахстану
- Список президентів Камбоджі
- Список президентів Киргизстану
- Список президентів Китаю
- Голова КНР
- Список президентів Кіпру
- Список президентів КНДР
- Список президентів Південної Кореї
- Список президентів Лаосу
- Список президентів Лівану
- Список президентів Мальдівів
- Список президентів Монголії
- Список президентів М’янми
- Список президентів Непалу
- Список президентів Об’єднаних Арабських Еміратів
- Список президентів Пакистану
- Список президентів Палестини
- Список президентів Сирії
- Список президентів Сінгапуру
- Список президентів Таджикистану
- Список президентів Тайваню
- Список президентів Східного Тимору
- Список президентів Туреччини
- Список президентів Туркменістану
- Список президентів Узбекистану
- Список президентів Філіппін
- Список президентів Шрі-Ланки

## Африка
- Список президентів Алжиру
- Список президентів Анголи
- Список президентів Беніну
- Список президентів Ботсвани
- Список президентів Буркіна-Фасо
- Список президентів Бурунді
- Список президентів Габону
- Список президентів Гамбії
- Список президентів Гани
- Список президентів Гвінеї
- Список президентів Гвінеї-Бісау
- Список президентів Джибуті
- Список президентів Екваторіальної Гвінеї
- Список президентів Еритреї
- Список президентів Ефіопії
- Список президентів Єгипту
- Список президентів Замбії
- Список президентів Західної Сахари
- Список президентів Зімбабве
- Список президентів Кабо-Верде
- Список президентів Камеруну
- Список президентів Кенії
- Список президентів Коморських островів
- Список президентів Конго
- Список президентів Демократичної Республіки Конго
- Список президентів Кот-д’Івуару
- Список президентів Ліберії
- Список президентів Маврикію
- Список президентів Мавританії
- Список президентів Мадагаскару
- Список президентів Малаві
- Список президентів Малі
- Список президентів Мозамбіку
- Список президентів Намібії
- Список президентів Нігеру
- Список президентів Нігерії
- Список президентів Південної Африки
- Президент Південного Судану
- Список президентів Руанди
- Список президентів Сан-Томе і Принсіпі
- Список президентів Сейшельських островів
- Список президентів Сенегалу
- Список президентів Сомалі
- Список президентів Судану
- Список президентів Сьєрра-Леоне
- Список президентів Танзанії
- Список президентів Того
- Список президентів Тунісу
- Список президентів Уганди
- Список президентів Центральноафриканської республіки
- Список президентів Чаду

## Америка
- Список президентів Аргентини
- Список президентів Болівії
- Список президентів Бразилії
- Список президентів Венесуели
- Список президентів Гаїті
- Список президентів Гаяни
- Список президентів Гватемали
- Список президентів Гондурасу
- Список президентів Домініки
- Список президентів Домініканської Республіки
- Список президентів Еквадору
- Список президентів Колумбії
- Список президентів Коста-Рики
- Список президентів Куби
- Список президентів Мексики
- Список президентів Нікарагуа
- Список президентів Панами
- Список президентів Парагваю
- Список президентів Перу
- Список президентів Сальвадору
- Список президентів Суринаму
- Список президентів Сполучених Штатів Америки
- Список президентів Тринідада і Тобаго
- Список президентів Уругваю
- Список президентів Чилі

## Європа
- Список президентів Австрії
- Список президентів Албанії
- Список голів держави Андорра
- Список президентів Білорусі
- Список президентів Болгарії
- Список президентів Боснії і Герцеговини
- Список президентів Греції
- Список президентів Естонії
- Список президентів Ірландії
- Список президентів Ісландії
- Список президентів Іспанії
- Список президентів Італії
- Список президентів Косово
- Список президентів Латвії
- Список президентів Литви
- Список президентів Північної Македонії
- Список президентів Мальти
- Список президентів Молдови
- Список президентів Німеччини
- Список президентів Польщі
- Список президентів Португалії
- Список президентів Російської Федерації
- Список президентів Румунії
- Список голів держави Сан-Марино
- Список президентів Сербії
- Список президентів Словаччини
- Список президентів Словенії
- Список президентів Угорщини
- Список президентів України
- Список президентів Фінляндії
- Список президентів Франції
- Список президентів Хорватії
- Список президентів Чехії
- Список президентів Чорногорії
- Список президентів Швейцарії